# KANJANI'S Re:LIVE 8BEAT
- SUPER EIGHTのライブ一覧 > KANJANI'S Re:LIVE 8BEAT
- 8BEAT > KANJANI'S Re:LIVE 8BEAT

『KANJANI'S Re:LIVE 8BEAT』（カンジャニズ リライブ エイトビート）は、2021年11月20日から2022年1月23日にかけて開催された関ジャニ∞のライブツアー。2022年5月18日にINFINITY RECORDSから20枚目のライブDVD/Blu-rayとして発売された。

## 概要

### ライブツアー
- 本ライブは、2021年11月20日から2022年1月23日にかけて開催された、自身の10thアルバム『8BEAT』を引っさげた全国アリーナツアーである[28][21]。
  - 有観客でのワンマンライブツアーは、2020年から2021年にかけて開催された47都道府県ツアー『関ジャニ∞ 47都道府県ツアー UPDATE』の新型コロナウイルスの影響により中止となった、2020年2月14日の徳島公演以来、約1年9か月振りとなった[20][注 6]。
  - 自身がアリーナツアーを行うのは、2016年に開催した全国ライブイベントツアー『関ジャニ∞リサイタル 真夏の俺らは罪なヤツ』[29]以来、約5年振りである[20]。
  - 同アルバムの制作が決まり、当初はドームツアーを見据えていたが、新型コロナウイルス「COVID-19」の影響禍にある為、ドームツアーを断念。しかし、「これ以上立ち止まることは出来ない。こんな世の中に少しでも笑顔と元気を届けたい」というメンバーの思いから、会場をアリーナクラスに切り替えスケジュールを調整して本ツアーの開催へとなった[30]。
- 2021年9月22日、自身のファンクラブ内動画コンテンツ『関ジャニ∞TV』にて本ツアーの開催が発表された[28]。
- 同年11月26日 - 28日、神奈川・横浜アリーナ公演を開催した[31]。
  - 自身が同会場でワンマンライブを行うのは2008年のライブツアー『KANJANI∞ LIVE TOUR 2008 ∞だよ!全員集合』以来約13年振りである[31]。
  - コロナ禍以降、同会場でフル動員のライブが開催されるのは初である[32]。
    - 事前に感染防止安全計画を神奈川県に提出し、これまでのジャニーズグループの取り組みなどが評価され、本ツアーの横浜公演で特例としてフル動員が決まった[32]。

  - 自身の所属するジャニーズ事務所のアーティストがアリーナ規模の会場でフル動員のライブを行うのは約1年10か月振りである[33]。
- 2022年1月23日、本ツアーの千秋楽が宮城県総合運動公園総合体育館（セキスイハイムスーパーアリーナ）で開催され、同公演の模様が『Johnny's net オンライン』にて生配信された[34]。詳細は本項「#生配信」を参照。
  - 同日の公演にて、自身が2019年から日本館PRアンバサダーを務めている『2020年ドバイ国際博覧会』との共同プロジェクト『共に未来に向けて歩みを進めよう #再び繋がり合う世界』が始動し、同プロジェクトのテーマソングを制作する事[35][36]と、同年夏にデビュー18周年記念野外ライブ『18祭』を開催する事を発表[36][37][38][注 7]。
  - 更に、同公演終了後に、本ツアーで「町中華」を披露した際に会場ビジョンで使用されていたアニメーションムービーのショートバージョンがYouTubeにて公開された[39][36]。
    - 自身のライブの会場ビジョン映像がYouTubeに公開されるのは初である。
- 同年1月24日、前述のアルバム『8BEAT』の通常盤の購入者限定生配信イベント『Road to Re:LIVE 後夜祭 8BEAT賞 授賞式』が開催された[40]。詳細は本項「#Road to Re:LIVE 後夜祭」を参照。
- 同年2月8日、約12分にわたる本ツアーのライブダイジェスト映像がYouTubeにて公開された[41]。
  - 同映像では、基本的に公開された楽曲はダイジェストとなっているが、「Let Me Down Easy」と「8beat」のみフルサイズで公開された[41]。

#### 生配信
- 2022年1月23日、『Johnny's net オンライン』にて本ツアーの千秋楽である宮城公演が生配信された[34][注 8]。
- 有観客ライブの生配信は自身初である。
- 開演1時間半前から会場内の映像が生配信され、本ツアーで恒例となっていたメンバーが開場時間中に、グループチャットを使用したリアルタイムの会話も生配信された[42]。
- 『関ジャニ∞ファンクラブ』会員限定で、生配信のサウンドモードの切替機能を導入[42]。モードの詳細は以下の通り。
  - 通常サウンドモード：メンバーの声や音楽をダイレクトに届ける配信向け音声。よりクリアな音声形式[42]。
  - セキスイハイムスーパーアリーナモード：実際にライブ会場にいる様な臨場感を味わえる音声形式[42]。
- 生配信チケットの『関ジャニ∞ファンクラブ』会員限定購入者特典として、前述のアルバム『8BEAT』に収録されている各メンバーのソロ曲を収録した特別映像が視聴可能[42]。詳細は以下の通り。

| メンバー | 楽曲           | 収録会場                     |
| -------- | -------------- | ---------------------------- |
| 横山裕   | みかん         | サンドーム福井（福井県）     |
| 村上信五 | フリーシーズン | 幕張メッセ（千葉県）         |
| 丸山隆平 | ヒカリ         | マリンメッセ福岡（福岡県）   |
| 安田章大 | 9              | 日本ガイシホール（愛知県）   |
| 大倉忠義 | One more night | ワールド記念ホール（兵庫県） |

- 生配信直前の同日16時からTwitterライブが配信された[43]。
  - 尚、自身の公式Twitterである『INFINITY RECORDS』のアカウントではなく、生配信を行うプラットフォームである『Johnny's net オンライン』の公式Twitterにて配信された[44]。

### 映像作品
- 前作『十五祭』から約2年7か月振りのリリース。
- 5人体制のライブ映像作品としては初のリリース[注 9]。
- 本作は完全生産限定-Road to Re:LIVE-盤、初回限定盤、通常盤（各DVD/Blu-ray）の6形態で発売。
- 本作には、約13年振りとなる[31]神奈川・横浜アリーナ公演（2021年11月28日公演）の模様を収録[25]。
- 完全生産限定-Road to Re:LIVE-盤・初回限定盤には特典映像を収録した特典DVD/Blu-rayを付属。
  - 完全生産限定-Road to Re:LIVE-盤には、ライブ開催に向けて⾛り続けた関ジャニ∞のソロインタビューを含むドキュメント映像『KANJANI'S Re:LIVE Document』と、2021年9月26日に『テレビ朝日ドリームフェスティバル2021』内で開催された、自身初の主催音楽フェスティバル『関ジャムFES』[45]の関ジャニ∞の単独ライブステージの模様を収録[25]。
    - 『関ジャムFES』には、関ジャニ∞の他に5組のアーティストが出演し、各アーティストとメンバーでセッションを行ったが、その模様は収録されておらず、関ジャニ∞の単独ライブステージ部分の内、東京スカパラダイスオーケストラを客演に招いた「無責任ヒーロー jam with 東京スカパラダイスオーケストラ」も披露されたが、同曲も収録されていない[25]。

  - 初回限定盤には、本編映像の中から全8曲のマルチアングル、千秋楽公演の生配信特典として配信された、メンバー5人のソロ曲を収録した『KANJANI'S SPECIAL SOLO SONG MOVIES』、各公演のMCダイジェスト、2022年以降の公演のみで披露された「Cool magic city」、千秋楽公演である宮城・セキスイハイムスーパーアリーナ公演のみで披露された「無限大」をそれぞれ収録[25]。
    - 同形態の特典映像の量が膨大な為、自身のライブ映像作品としては初めてBlu-rayが3枚組となった。
- その他、通常盤の本編映像の後に、「凛」と「YES」のミュージック・ビデオを収録[25]。
- 初回限定盤・通常盤のみ、自身のスマートフォン向け公式アプリ『関ジャニ∞アプリ』にて特典映像及び画像を配信[46]。
  - 初回限定盤には、本ツアーで恒例となっていた、メンバーが開演前の開場時間中に、グループチャットを使用したリアルタイムの会話の各公演の履歴を収録した『開演前グループチャット「KJ8トークルーム」履歴』と、本ツアーで披露された「町中華」の曲フリがコンパイルされた『曲フリ集「町中華に行こう!」』を配信[46]。
  - 通常盤には、関ジャニ∞メンバーをキャラクター化した「ぬい[注 10]」によるツアーの記録『8BEAT ぬいの大冒険』と、「YES」のMV撮影時にとらえた限定写真コンテンツ『「YES」ブロマイド』を配信[46]。
- 本作の先着購入者特典として、本ツアーの銀テープ『8BEATツアー 銀テープ』を付属[47]。
- 2022年4月29日 - 5月8日、「#関ジャニ8BEATweek」と題し、本作に関する動画を期間中毎日YouTubeにて投稿された[46]。

#### 各形態概要
| 特典内容                                                                        | 形態                            |
| ------------------------------------------------------------------------------- | ------------------------------- |
| 特典DVD/Blu-ray（詳細は「#特典映像（完全生産限定-Road to Re:LIVE-盤）」を参照） | 完全生産限定-Road to Re:LIVE-盤 |
| 「8BEAT」オリジナルデジパック&クリアスリーブ仕様                                | 完全生産限定-Road to Re:LIVE-盤 |
| KANJANI'S Re:LIVE Photo Book（68P）                                             | 完全生産限定-Road to Re:LIVE-盤 |
| 特典DVD/Blu-ray（詳細は「#特典映像（初回限定盤）」を参照）                      | 初回限定盤                      |
| 「8BEAT」オリジナルデジパック&クリアスリーブ仕様                                | 初回限定盤                      |
| 8BEAT LIVE Photo Book（48P）                                                    | 初回限定盤                      |
| 特典映像（詳細は「#特典映像（通常盤）」を参照）                                 | 通常盤                          |
| ポスター型歌詞カード                                                            | 全形態                          |

| 特典内容             | 販売店   |
| -------------------- | -------- |
| 8BEATツアー 銀テープ | 全販売店 |

| 特典内容                                              | 形態       |
| ----------------------------------------------------- | ---------- |
| 開演前グループチャット「KJ8トークルーム」履歴（写真） | 初回限定盤 |
| 曲フリ集「町中華に行こう!」（動画）                   | 初回限定盤 |
| 8BEAT ぬいの大冒険（写真）                            | 通常盤     |
| 「YES」ブロマイド（写真、集合4枚&ソロ各3枚）          | 通常盤     |

## 公演日程
| 年     | 月   | 日   | 開演時間 | 会場                                         |
| ------ | ---- | ---- | -------- | -------------------------------------------- |
| 2021年 | 11月 | 20日 | 18:00    | 真駒内セキスイハイムアイスアリーナ（北海道） |
| 2021年 | 11月 | 21日 | 12:00    | 真駒内セキスイハイムアイスアリーナ（北海道） |
| 2021年 | 11月 | 21日 | 18:00    | 真駒内セキスイハイムアイスアリーナ（北海道） |
| 2021年 | 11月 | 26日 | 18:00    | 横浜アリーナ（神奈川県）                     |
| 2021年 | 11月 | 27日 | 18:00    | 横浜アリーナ（神奈川県）                     |
| 2021年 | 11月 | 28日 | 12:00    | 横浜アリーナ（神奈川県）                     |
| 2021年 | 11月 | 28日 | 18:00    | 横浜アリーナ（神奈川県）                     |
| 2021年 | 12月 | 8日  | 18:00    | マリンメッセ福岡（福岡県）                   |
| 2021年 | 12月 | 9日  | 18:00    | マリンメッセ福岡（福岡県）                   |
| 2021年 | 12月 | 17日 | 18:00    | サンドーム福井（福井県）                     |
| 2021年 | 12月 | 18日 | 18:00    | サンドーム福井（福井県）                     |
| 2021年 | 12月 | 19日 | 12:00    | サンドーム福井（福井県）                     |
| 2021年 | 12月 | 19日 | 18:00    | サンドーム福井（福井県）                     |
| 2021年 | 12月 | 22日 | 18:00    | 幕張メッセ 国際展示場6～8ホール（千葉県）    |
| 2021年 | 12月 | 23日 | 18:00    | 幕張メッセ 国際展示場6～8ホール（千葉県）    |
| 2021年 | 12月 | 24日 | 18:00    | 幕張メッセ 国際展示場6～8ホール（千葉県）    |
| 2022年 | 1月  | 6日  | 12:00    | 日本ガイシホール（愛知県）                   |
| 2022年 | 1月  | 6日  | 18:00    | 日本ガイシホール（愛知県）                   |
| 2022年 | 1月  | 7日  | 12:00    | 日本ガイシホール（愛知県）                   |
| 2022年 | 1月  | 14日 | 18:00    | ワールド記念ホール（兵庫県）                 |
| 2022年 | 1月  | 15日 | 18:00    | ワールド記念ホール（兵庫県）                 |
| 2022年 | 1月  | 16日 | 12:00    | ワールド記念ホール（兵庫県）                 |
| 2022年 | 1月  | 16日 | 18:00    | ワールド記念ホール（兵庫県）                 |
| 2022年 | 1月  | 22日 | 18:00    | セキスイハイムスーパーアリーナ（宮城県）     |
| 2022年 | 1月  | 23日 | 12:00    | セキスイハイムスーパーアリーナ（宮城県）     |
| 2022年 | 1月  | 23日 | 18:00    | セキスイハイムスーパーアリーナ（宮城県）     |

## 販売形態
- 発売日：2022年5月18日
  - 完全生産限定-Road to Re:LIVE-盤（JABA-5432~5434：3DVD）
    - 『「8BEAT」オリジナルデジパック&クリアスリーブ』仕様
    - 『KANJANI'S Re:LIVE Photo Book（68P）』封入
    - 『ポスター型歌詞カード』封入
    - 『8BEATツアー 銀テープ』付属[注 12]

  - 完全生産限定-Road to Re:LIVE-盤（JAXA-5164~5165：2Blu-ray）
    - 5.1chサラウンド（Disc 1のみ）
    - 『「8BEAT」オリジナルデジパック&クリアスリーブ』仕様
    - 『KANJANI'S Re:LIVE Photo Book（68P）』封入
    - 『ポスター型歌詞カード』封入
    - 『8BEATツアー 銀テープ』付属[注 12]

  - 初回限定盤（JABA-5435~5438：4DVD）
    - 『「8BEAT」オリジナルデジパック&クリアスリーブ』仕様
    - 『8BEAT LIVE Photo Book（48P）』封入。
    - 『ポスター型歌詞カード』封入
    - 『8BEATツアー 銀テープ』付属[注 12]

  - 初回限定盤（JAXA-5166~5168：3Blu-ray）
    - 5.1chサラウンド（Disc 1、特典映像の一部[注 13]）
    - 『「8BEAT」オリジナルデジパック&クリアスリーブ』仕様
    - 『8BEAT LIVE Photo Book（48P）』封入。
    - 『ポスター型歌詞カード』封入
    - 『8BEATツアー 銀テープ』付属[注 12]

  - 通常盤（JABA-5439~5440：2DVD）
    - 『ポスター型歌詞カード』封入
    - 『8BEATツアー 銀テープ』付属[注 12]

  - 通常盤（JAXA-5169：Blu-ray）
    - 5.1chサラウンド
    - 『ポスター型歌詞カード』封入
    - 『8BEATツアー 銀テープ』付属[注 12]

## チャート成績
- オリコンチャート
  - 2022年5月17日付の「オリコンデイリー DVDランキング」で初登場1位を獲得した[1]。
  - 2022年5月17日付の「オリコンデイリー ミュージックDVDランキング」で初登場1位を獲得した[2]。
  - 2022年5月17日付の「オリコンデイリー Blu-rayランキング」で初登場1位を獲得した[3]。
  - 初週156,833枚を売り上げ、2022年5月30日付の「オリコン週間 ミュージックDVD・Blu-rayランキング」で週間1位を獲得した[4][5]。
    - 11作連続、通算11作目のミュージックDVD・Blu-ray1位獲得となった[注 14]。

  - 初週45,927枚を売り上げ、2022年5月30日付の「オリコン週間 DVDランキング」で週間1位を獲得した[4][6]。
    - 18作連続、通算19作目のDVD1位獲得となった。

  - 初週110,906枚を売り上げ、2022年5月30日付の「オリコン週間 Blu-rayランキング」で週間1位を獲得した[4][7]。
    - 13作連続、通算13作目のBlu-ray1位獲得となった[4]。
    - これにより、「Blu-ray連続1位獲得作品数」及び「Blu-ray通算1位獲得作品数」共に、オリコンチャート史上歴代単独1位を記録した[4][注 15]。

  - 初週45,927枚を売り上げ、2022年5月30日付の「オリコン週間 ミュージックDVDランキング」で週間1位を獲得した[8]。
    - 18作連続、通算19作目のミュージックDVD1位獲得となった。

  - 初週110,906枚を売り上げ、2022年5月30日付の「オリコン週間 ミュージックBlu-rayランキング」で週間1位を獲得した[9]。
    - 14作連続、通算14作目のミュージックBlu-ray1位獲得となった。

  - 累計162,914枚を売り上げ、2022年度「オリコン上半期 ミュージックDVD・Blu-rayランキング」で上半期5位を獲得した[10]。
  - 累計48,427枚を売り上げ、2022年度「オリコン上半期 DVDランキング」で上半期7位を獲得した[11]。
  - 累計114,487枚を売り上げ、2022年度「オリコン上半期 Blu-rayランキング」で上半期5位を獲得した[12]。
  - 累計166,670枚を売り上げ、2022年度「オリコン年間 ミュージックDVD・Blu-rayランキング」で年間8位を獲得した[13]。
  - 累計49,867枚を売り上げ、2022年度「オリコン年間 DVDランキング」で年間13位を獲得した[14]。
  - 累計116,803枚を売り上げ、2022年度「オリコン年間 Blu-rayランキング」で年間9位を獲得した[15]。
- SoundScan Japan
  - 累計161,950枚を売り上げ、2022年5月度「音楽ビデオ・セールス・チャ―ト」で月間2位を獲得した[16]。
  - 累計16.8万枚を売り上げ、2022年度「年間ビデオ・セールス・チャ―ト」で年間9位を獲得した[17]。
- タワーレコード
  - 2022年度「2022ベストセラーズ 邦楽映像 TOP10」で年間6位を獲得した[18]。

## 収録内容

### 本編映像（セットリスト）
- 各DVD盤は、Disc 1にM-1~22、Disc 2にM-23以降を収録。
- 各Blu-ray盤は、完全生産限定-Road to Re:LIVE-盤・通常盤は全てDisc 1に、初回限定盤はDisc 1にM-1~17、Disc 2にM-18以降を収録。

1. Re:LIVE
2. ズタボロ問答
3. サタデーソング
4. 無責任ヒーロー
5. T.W.L
6. 町中華
7. YES
8. ひとりにしないよ
9. 大阪ロマネスク
10. 君の歌をうたう
11. キミへのキャロル
12. がむしゃら行進曲
13. イッツ マイ ソウル
14. RAGE
15. 凛

〈MC〉
1. 友よ（アコースティックver.）

〈Jr.コーナー〉
1. AMBITIOUS JAPAN!

1. Let Me Down Easy
2. 浮世踊リビト
3. 稲妻ブルース
4. ブリュレ
5. 赤裸々
6. 8beat
7. NOROSHI
8. 象
9. 言ったじゃないか
10. 勝手に仕上がれ
11. LIFE〜目の前の向こうへ〜
12. キミトミタイセカイ

〈アンコール〉
1. 関ジャニ∞ on the STAGE
2. ズッコケ男道
3. ココロに花

### 特典映像

#### 完全生産限定-Road to Re:LIVE-盤
- DVD盤は「関ジャムFES」をDisc 2の本編終了後に、「KANJANI'S Re:LIVE Document」をDisc 3に収録。
- Blu-ray盤は「KANJANI'S Re:LIVE Document」と「関ジャムFES」をDisc 2に収録。

| #         | タイトル                       | 作詞   | 作曲・編曲 | 時間   |
| --------- | ------------------------------ | ------ | ---------- | ------ |
| 1.        | 「KANJANI'S Re:LIVE Document」 |        |            | 120:18 |
| 合計時間: | 合計時間:                      | 120:18 |            |        |

| #         | タイトル                     | 作詞  | 作曲・編曲 |
| --------- | ---------------------------- | ----- | ---------- |
| 1.        | 「友よ」                     |       |            |
| 2.        | 「ズッコケ男道」             |       |            |
| 3.        | 「キング オブ 男!」          |       |            |
| 4.        | 「ブリュレ」                 |       |            |
| 5.        | 「オモイダマ」               |       |            |
| 6.        | 「言ったじゃないか」         |       |            |
| 7.        | 「象」                       |       |            |
| 8.        | 「NOROSHI」                  |       |            |
| 9.        | 「LIFE〜目の前の向こうへ〜」 |       |            |
| 合計時間: | 合計時間:                    | 40:47 |            |

#### 初回限定盤
- DVD盤は「千秋楽公演」と「KANJANI'S SPECIAL SOLO SONG MOVIES」をDisc 2の本編終了後に、「マルチアングル」をDisc 3に、「MCダイジェスト」をDisc 4に収録。
- Blu-ray盤は「千秋楽公演」と「KANJANI'S SPECIAL SOLO SONG MOVIES」をDisc 2の本編終了後に、「MCダイジェスト」をDisc 3に収録。「マルチアングル」はDisc 1・2の本編で切り替え可能[注 17]。

| #         | タイトル                | 作詞 | 作曲・編曲 | 時間 |
| --------- | ----------------------- | ---- | ---------- | ---- |
| 1.        | 「Cool magic city」     |      |            | 1:55 |
| 2.        | 「無限大」(Wアンコール) |      |            | 5:02 |
| 合計時間: | 合計時間:               | 6:57 |            |      |

| #         | タイトル                     | 作詞  | 作曲・編曲 | 時間 |
| --------- | ---------------------------- | ----- | ---------- | ---- |
| 1.        | 「9」(安田章大)              |       |            | 3:15 |
| 2.        | 「みかん」(横山裕)           |       |            | 3:46 |
| 3.        | 「One more night」(大倉忠義) |       |            | 3:27 |
| 4.        | 「ヒカリ」(丸山隆平)         |       |            | 3:53 |
| 5.        | 「フリーシーズン」(村上信五) |       |            | 3:52 |
| 合計時間: | 合計時間:                    | 18:13 |            |      |

| #         | タイトル           | 作詞   | 作曲・編曲 | 時間   |
| --------- | ------------------ | ------ | ---------- | ------ |
| 1.        | 「MCダイジェスト」 |        |            | 150:02 |
| 合計時間: | 合計時間:          | 150:02 |            |        |

| #         | タイトル                   | 作詞   | 作曲・編曲 |
| --------- | -------------------------- | ------ | ---------- |
| 1.        | 「Re:LIVE」                |        |            |
| 2.        | 「YES」                    |        |            |
| 3.        | 「君の歌をうたう」         |        |            |
| 4.        | 「Let Me Down Easy」       |        |            |
| 5.        | 「赤裸々」                 |        |            |
| 6.        | 「勝手に仕上がれ」         |        |            |
| 7.        | 「キミトミタイセカイ」     |        |            |
| 8.        | 「関ジャニ∞ on the STAGE」 |        |            |
| 合計時間: | 合計時間:                  | 142:35 |            |

| #         | タイトル                        | 作詞  | 作曲・編曲 | 時間  |
| --------- | ------------------------------- | ----- | ---------- | ----- |
| 1.        | 「曲フリ集「町中華に行こう!」」 |       |            | 20:41 |
| 合計時間: | 合計時間:                       | 20:41 |            |       |

#### 通常盤
- 「凛」「YES」の各MVは、DVD盤はDisc 2、Blu-ray盤はDisc 1のそれぞれ本編終了後に収録。

| #  | タイトル                         | 作詞 | 作曲・編曲 |
| -- | -------------------------------- | ---- | ---------- |
| 1. | 「「凛」Music Clip」(1half size) |      |            |
| 2. | 「「YES」Music Clip」(1cho size) |      |            |
| 3. | 「「YES」Solo Angle」(1cho size) |      |            |

## グッズ
| グッズタイトル                          | 価格      |
| --------------------------------------- | --------- |
| パンフレット                            | 2,200円   |
| ジャンボうちわ（個人5種）               | 各600円   |
| クリアファイル（集合・個人5種）         | 各600円   |
| オリジナルフォトセット（集合・個人5種） | 各1,500円 |
| ミニショルダーバッグ                    | 2,000円   |
| Tシャツ                                 | 2,800円   |
| パーカー                                | 4,500円   |
| 会報ファイル                            | 1,000円   |
| ステッカーセット                        | 600円     |
| ぬいのお昼寝クッション                  | 4,500円   |
| ちびぬい着せ替え（おでかけVer.）        | 2,300円   |
| ちびぬい着せ替え（ズッコケVer.）        | 2,300円   |

- 会場でのグッズ販売は行わず[注 19]、全て通信販売サイト『ジャニーズショップ オンラインストア』のみでの販売[51]。
- 受付期間：2021年10月22日 - 2022年2月15日[51]

## Road to Re:LIVE 後夜祭
『Road to Re:LIVE 後夜祭 8BEAT賞 授賞式』（ロード トゥー リライブ こうやさい エイトビートしょう じゅしょうしき）は、2022年1月24日に東京・東京グローブ座で開催された無観客生配信イベント。

### 開催概要
- 本イベントは、自身の10thアルバム『8BEAT』の通常盤の購入者を対象とした生配信イベントである[40]。
- 2021年1月1日より新型コロナウイルスの影響で途絶えているライブ活動が再び出来る日を目指して活動していく自身のプロジェクト『Road to Re:LIVE[52]』が、同イベント前日の本ツアーの千秋楽で完走した事から開催が緊急決定した[40]。
- 本イベントの視聴方法は、同アルバムの通常盤に封入されている『関ジャニ∞アプリ』のシリアルコードを、登録用専用フォームに登録する事で、『Johnny's net オンライン』で利用出来る視聴チケットを入手でき、同サイトの視聴ページにてチケットを利用し、視聴することが出来た[40]。
- 本イベントでは、「8BEAT賞 授賞式」と題し、ツアースタッフやバックダンサーとして帯同した関西ジャニーズJr.『AmBitious』[注 21]にアンケートを実施し、その結果を元に各メンバーに対して本ツアーに関する賞を決定[53]。その中からNo.1の賞「8BEAT賞」を、本イベントの視聴者の投票結果から決定するイベントとなっている[54]。
- イベントの最後に本ツアーで披露されなかった「モンじゃい・ビート」を披露した。
- 本イベント終了後の同年1月25日20時から翌26日23時59分まで見逃し配信された[40]。

### 各賞
※各最優秀賞のみ。
| 賞                   | 受賞メンバー |
| -------------------- | ------------ |
| 最優秀ファンサ賞     | 丸山隆平     |
| 最優秀名言賞         | 安田章大     |
| 最優秀ハプニング賞   | 大倉忠義     |
| 最優秀クレーム賞     | 村上信五     |
| 最優秀おっとこまえ賞 | 横山裕       |
| 最優秀8BEAT賞        | 丸山隆平     |